# ایوانس کلمنتیفس
ایوانس کلمنتیفس (لتونیایی: Ivans Klementjevs؛ زادهٔ ۱۸ نوامبر ۱۹۶۰) سیاستمدار اهل لتونی و قایقران سابق کشور شوروی است.